# محمد سيلا
محمد سيلا (بالفرنسية: Mohamed Sylla)‏ (22 فبراير 1971 كوناكري غينيا - 9 يونيو 2010 فرنسا) هو لاعب كرة قدم غيني.

## روابط خارجية
- محمد سيلا على موقع قاعدة بيانات كرة القدم.إي يو (الإنجليزية)
- محمد سيلا على موقع ناشيونال فوتبول تيمز (الإنجليزية)